# Верхние Бассейны
Ве́рхние Бассе́йны (фр. Hauts-Bassins) — область на крайнем западе Буркина-Фасо.
- Административный центр — город Бобо-Диуласо.
- Площадь — 26 606 км², население — 1 410 284 человека (2006 год).

Образована в 2001 году. Действующий губернатор — Бебригда Уэдраого.

## География
На северо-востоке граничит с областью Букле-ду-Мухун, на юго-востоке с Юго-Западной областью, на юге с Каскадами, на северо-западе с Мали.
В области Верхние Бассейны находятся истоки реки Вольта (Чёрной Вольты). Климат в области — влажный, тропический, обеспечивающий благоприятные условия для растительности.

## Административное деление
В административном отношении область Верхние Бассейны подразделяется на 3 провинции:
| № | Провинция | Адм. центр   | Население, чел. (2006) |
| - | --------- | ------------ | ---------------------- |
| 1 | Уэ        | Бобо-Диуласо | 902 662                |
| 2 | Кенедугу  | Ородара      | 283 463                |
| 3 | Тюи       | Унде         | 224 159                |

## Экономика
Верхние Бассейны — один из самых развитых индустриальных регионов Буркина-Фасо. Здесь имеются металлообрабатывающие и текстильные производства, предприятия по производству продуктов питания.